# Kamniška Bistrica (vallée)
Pour l’article homonyme, voir Kamniška Bistrica (rivière).
La vallée de Kamniška Bistrica correspond à la partie supérieure du cours de la rivière Kamniška Bistrica qui prend source au centre des Alpes kamniques, en amont du village de Stahovica.
Kamniška Bistrica (ou simplement Bistrica) est un habitat dispersé, à équivalent administratif communal d'un village. Son accès aisé en fait une destination touristique très populaire dans le massif. À la source, le refuge de montagne de fond de vallée (établi en 1909, puis rénové et agrandi) offre un hébergement au tarif réduit du Club alpin, ainsi qu'une restauration. L'ancien pavillon Windischgratz propose également une restauration. Non loin de la source, en bordure du vallon Kurja, se trouve un parc commémoratif aux victimes d'accidents de montagne dans les Alpes kamniques.

## Géographie

### Accès
L'itinéraire est fléché depuis Kamnik. À Stahovica, une route bifurque vers le nord depuis la route 225, et suit le cours d'eau sur sa rive gauche, jusqu'à la source. La route est longue de 8 km, asfaltée et souvent empruntée par les cyclistes. On trouve quelques restaurants, proposant notamment du gibier.

### Géologie
Les parois rocheuses visibles au-dessus de 2 000 m d'altitude se composent de calcaires et se sont formées par sédimentation au fond de la mer Téthys il y a 250 millions d'années, au Trias ; les fossiles que l'on voit autour du refuge-bivouac Pavle Kemperle (2 100 m) sous la face est du Grintovec en témoignent. Les mouvements tectoniques du Trias moyen sont apparents par la présence de porphyre (surtout le vert). Pendant les 170 millions d'années entre le Trias et l'Oligocène, la mer se retire, et l'on ne retrouve de fossiles que lors de la mer de l'Oligocène moyen. Les mouvements tectoniques du Cénozoïque créent les Alpes. Les glaciations du Pléistocène creusent la vallée, lui laissant une forme en U, les résidus de moraines montrant quatre épisodes glaciaires.

### Faune et flore
Les troupeaux de chamois et de bouquetins ne sont pas rares en altitude. La vallée est entièrement boisée, de hêtres, puis de sapins et de mélèzes jusqu'à une altitude d'environ 1 500 m. Parmi les fleurs rares, on trouve aussi l'edelweiss et la lys carniole. Mughiphantes hadzii est une espèce d'araignées endémique des Alpes kamniques.

## Histoire
Pendant la Préhistoire, le val voit la présence rare de chasseurs de l'Aurignacien européen d'altitude, dans la grotte du Mokrica (1 495 m). Au long de la Protohistoire, malgré une baisse d'activité au Néolithique en faveur de l'élevage et de l'agriculture à altitude moindre, le bronze fut façonné (Velika Planina) et la limonite recherchée. Les traditions de charbonnerie apparaissent et l'élevage d'altitude (aux alentours de 1 500 m, et jusqu'à 1 900 m) se développe depuis l'Antiquité et s'intensifie pendant la Rome antique. Après l'arrivée des Slaves au VIe siècle, leur langue qui deviendra le slovène actuel, assimile par homophonies certains noms plus anciens pour certains sommets. Après avoir fait partie de l'état de Carantanie, la vallée fait successivement partie du duché de Carinthie, du duché de Bavière et du Saint-Empire romain germanique, à la fin duquel les enrôlements forcés menèrent à la désertion et à l'établissement dans la vallée d'une importante bande de hors-la-loi qui persista au long de l'empire d'Autriche et de l'Autriche-Hongrie. Le braconnage fut arrêté par l'appointement du garde-chasse Valentin Slatnar qui sera, après 1918, au service du roi Alexandre. Celui-ci fit construire un pavillon de chasse par l'architecte Jože Plečnik, et une route carrossable le long de la partie supérieure du val fut ouverte (à la dynamite) en 1932. Le pavillon de chasse fut par la suite utilisé par Tito. Lors de la Seconde Guerre mondiale, les résistants furent présents dans le val. Le massif est témoin de mouvements de troupe et la vallée secondaire de la Kamniška Bela hébergea un hôpital clandestin. Tout au long du XXe siècle, le tourisme s'installe dans la vallée. Les refuges de montagne sont aménagés ou créés, des chemins de randonnée tracés et des via ferrata équipées. Une station de ski fut ouverte au Velika Planina, un téléphérique faisant la navette avec le fond de la vallée.
Dans l'histoire de l'alpinisme, le val Kamniška Bistrica est notamment représenté par cinq piolets d'or par les grimpeurs kamniquois Marko Prezelj en 1992, 2007, 2015 et 2016, et Tomaž Humar en 1997.

## Activités

### Tourisme
- Promenade : les gorges de Predaselj, le pavillon de chasse du roi Alexandre, la cascade Orglice dans la vallée adjacente de la Bela.
- Ski : la station inférieure du téléphérique pour le Velika Planina et ses pistes de ski se trouve au kilomètre 5.
- Randonnée alpine : en amont de la source se trouvent les départs des chemins de randonnée vers le refuge Kamniška koča et le refuge Cojzova koča d'où part la voie normale pour le Grintovec, le point culminant du massif. En aval, le vallon Kamniška Bela permet l'accès au refuge Kocbekov dom.
- Alpinisme : accès aux parois des sommets suivants : Kalška gora, Kogel, Štruca, Skuta, Kranjska Rinka, Turska gora, Brana, Planjava, Zeleniške špice, Vežica (1 965 m), Rzenik (1 833 m), et Martinj Turn.

### Protection environnementale
Le val fait partie du réseau Natura 2000. La chasse et la pêche sont réglementées et l'on trouve maintes cabanes et chemins de chasseurs hors des destinations de randonnée.

### Économie
L'apiculture est pratiquée, en particulier pour l'élevage de reines. L'exploitation forestière est importante. Une carrière de calcite exploite le versant est du Grohat (912 m).

### Sport
Depuis 1996, le restaurant Dom v Kamniški Bistric est le point de départ de la course de montagne du Grintovec.

## Sources
- Tine Mihelič et Rudi Zaman, Slovenske stene, Radovljica, Didakta, 2003 (ISBN 961-6463-47-0). -guide d'alpinisme et livre reconnu, couvrant les parois slovènes.
- Vladimir Habjan, Jože Drab... et al., Kamniško-Savinjske Alpe : planinski vodnik, Ljubljana, Planinska zveza Slovenije, 2004 (ISBN 961-6156-52-7). -guide de randonnée alpine pour les Alpes kamniques (Club alpin slovène).
- PzS (N° 266), GzS, Grintovci - 1 : 25 000, Ljubljana, 2005. -carte du Club alpin slovène.
- Gregor Kresal, Zimski vzponi, Ljubljana, Sidarta, 2007, 462 p. (ISBN 978-961-6027-47-2). -guide de glace et mixte.
- (sl) Tone Golnar, Bojan Pollak, Plezalni vodnik Kamniška Bistrica, Planinska zveza Slovenije, Ljubljana, 1995. -guide d'alpinisme pour le val Kamniška Bistrica (Club alpin).
- (sl) Tone Golnar, Silvo Babič, Plezalni vodnik Repov kot, Kamniška Bela, Planinska zveza Slovenije, Ljubljana, 1993. -guide d'alpinisme pour les vaux Repov kot et Kamniška Bela (Club alpin).
- (sl) France Malešič, Zgodovina reševanja v gorah nad Kamnikom, Planinska zveza Slovenije, Ljubljana, 2002. -historique du secours en montagne au-dessus de Kamnik.
- Vlasto Kopač, Iveri z Grintovcev, Ljubljana, Planinska zveza Slovenije, 2006 (ISBN 961-6156-67-5) -Essais sur les Alpes kamniques.
- France Stele, Ljudje v Alpah, Komenda, F.Stele, 2006, 69 p. (ISBN 961-90068-7-9) -Les hommes dans les Alpes.
- (sl) « Carte des glaciers kamniques au pléistocène »(Archive.org • Wikiwix • Archive.is • Google • Que faire ?) : page 29.